# Peyerimhoffia crassistylata
Peyerimhoffia crassistylata är en tvåvingeart som först beskrevs av Frey 1948.  Peyerimhoffia crassistylata ingår i släktet Peyerimhoffia, och familjen sorgmyggor. Arten är reproducerande i Sverige.